# Szmrecsányi György
Szmrecsányi Szmrecsányi György Dáriusz Móric (Felsőkubin, Árva vármegye, 1876. szeptember 23. – Budapest, 1932. szeptember 22.), a Katolikus Néppárt támogatója, magyar legitimista politikus, Pozsony vármegye főispánja, magyar nemzetgyűlési képviselő.

## Élete
Ősrégi köznemesi Liptó vármegyei családban született, amelynek a legkorábbi ismert őse a cseh eredetű Lőrinc comes volt, aki 1241-ben vett részt a tatárok elleni muhi csatában. Apja idősebb Szmrecsányi György (1848–1906), Árva vármegye főispánja, anyja marsó- és jablonfalvi Marsovszky Sarolta (1854–1927) volt. Az apai nagyszülei Szmrecsányi Dárius (1816–1888), Árva vármegye főispánja, nemzetőr őrnagy, a m. főrendiház tagja, a Szent István rend kis-keresztese, és Colinasi Franciska (1826–1848) voltak. Az anyai nagyszülei marsó- és jablonfalvi Marsovszky Móric (1820–1887), királyi tanácsos, 1848/49. évben honvédkapitány, Trencsén vármegye alispánja 1861-ben, Trencsén vármegye Szabadelvű Párt elnöke, nagybirtokos, és Bachmann Mária voltak. Keresztszülei Császka György szepesi püspök és dédanyja, Marsovszky Károlyné Wachtler Karolina (1794-1881) voltak.
Jogi tanulmányainak befejezése után a statisztikai hivatalban, később a kereskedelmi minisztériumban dolgozott. 1905-ben a Szabadelvű Párt programjával választották országgyűlési képviselővé, de hamarosan a Néppárthoz csatlakozott. 1917 és 1918 között Pozsony város és vármegye főispánja lett. A Tanácsköztársaság alatt, 1919-ben, Bécsbe menekült és élénken részt vett a Bethlen István által vezetett antibolsevista comité tevékenységében. A legitimista mozgalom egyik legaktívabb szereplőjeként, tagja volt a Tanácsköztársaság bukása utáni első és második nemzetgyűlésnek, amelynek 1920-tól 1921-ig az alelnöke is volt.

## Házassága és leszármazottjai
1903. szeptember 23-án Tahin feleségül vette tahi Unger Adélt (1879-1948), tahi Unger Béla (1843–1920) és Pfeffer Adél (1857-1879) lányát. A házasságukból két lány született:
- Szmrecsányi Szmrecsányi Veronika (1905-1963). Férje: báró Gruber Hervé (1894-1967) nagykövet.
- Szmrecsányi Szmrecsányi Magdolna (1911-1984), zenetanár.

## További információ
Vidor Gyula (szerk.): Nemzetgyülési almanach 1920-1922 (Bp., 1921) 142-143. old.